# Neda (Spanyolország)
Neda egy község Spanyolországban, A Coruña tartományban. Neda Fene, A Capela, San Sadurniño és Narón községekkel határos. Lakosainak száma 4868 fő (2024).

## Népesség
A település népessége az utóbbi években az alábbiak szerint változott:
| Lakosok száma | 6155 | 5804 | 5675 | 5528 | 5442 | 5327 | 5197 | 5079 | 5032 | 4868 |
|               | 2001 | 2004 | 2006 | 2009 | 2011 | 2014 | 2016 | 2019 | 2021 | 2024 |